# Aspöleden

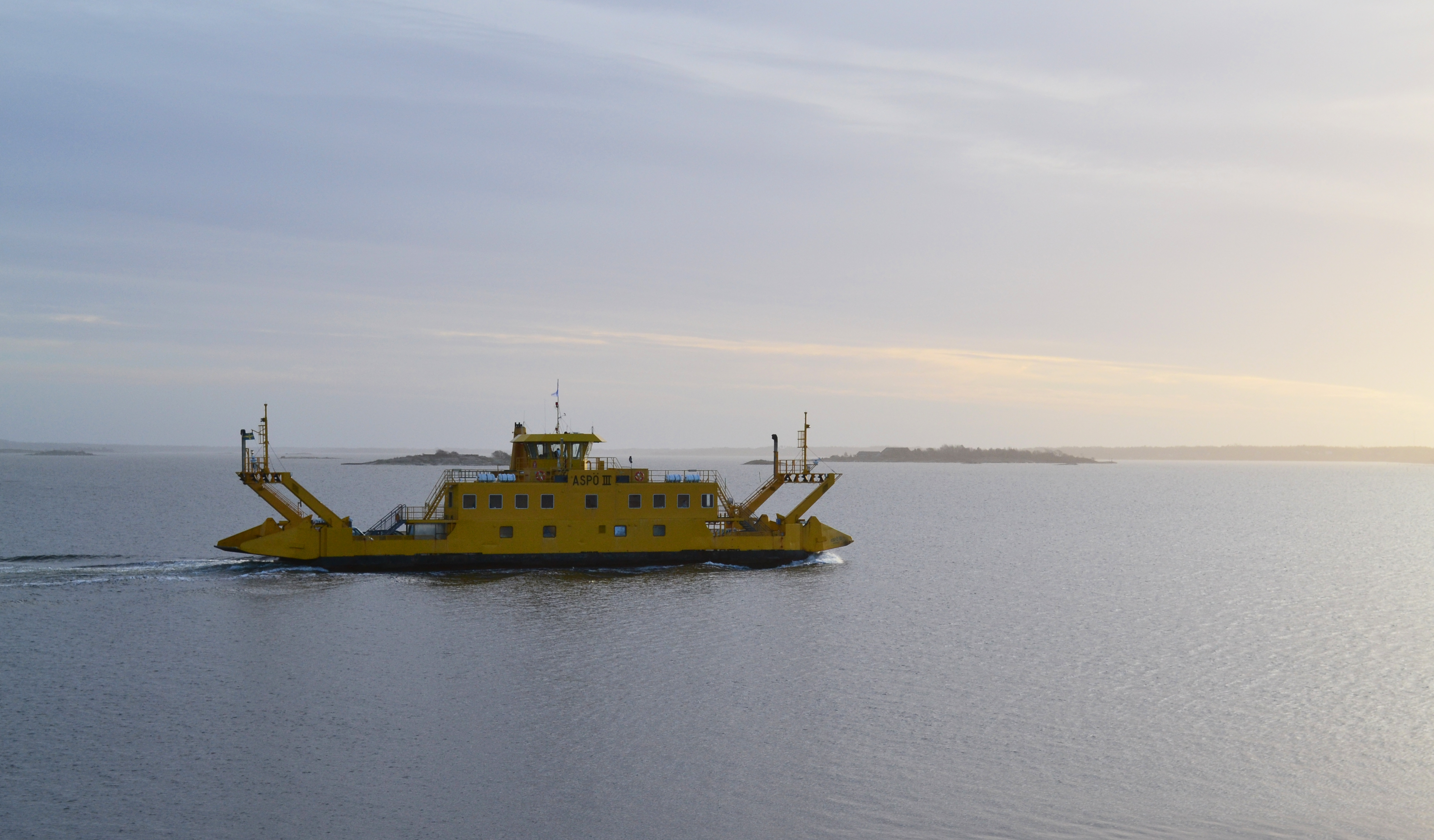
Aspö III på Aspöleden.

Aspöleden är en färjeled på 6700 meter mellan Aspö och Karlskrona.  Leden trafikeras av färjan Yxlan, som tar 36 bilar/tur och överfartstiden är cirka 25 minuter. Det är gratis att åka med färjan, som avgår ungefär varje timme från Handelshamnen i Karlskrona. Avgångstider finns på Trafikverkets webbplats. Aspö II ligger i beredskap om och när Yxlan tas ur drift för underhåll och liknande. Leden drevs av Affärsverken i Karlskrona på uppdrag av Trafikverket Färjerederiet till den 1 januari 2011 då trafiken övertogs av Trafikverkets Färjerederi..